# 道の駅ほっと♡はぼろ
道の駅ほっと♡はぼろ（みちのえき ほっとはぼろ）は、北海道苫前郡羽幌町にある国道232号の道の駅である。温泉宿泊施設「サンセットプラザ」が中心となる施設である。

## 歴史
- 1994年（平成6年） - 開湯。当初は第三セクター羽幌観光開発が運営していたが、2004年12月実質的な運営をアンビックス（札幌）に委託した。
- 1998年（平成10年）4月17日 - 道の駅登録。

## 主な施設
- 駐車場
  - 普通車：224台
  - 大型車：23台
  - 身障者用：4台
- トイレ
  - 男：大 5器（1器）、小 10器（2器）
  - 女：8器（2器）
  - 身障者用：4器（1器）

※（）内は24時間使用可能
- 公衆電話：3台
- はぼろ温泉「サンセットプラザ」
- レストラン「二島物語」
  - 営業時間
ランチ 11:30 - 15:00（ラストオーダー 14:30）
ディナー 17:30 - 21:00（ラストオーダー 20:30）
- 展望ラウンジ「青い薔薇」
- はぼろバラ園
- 物産店・売店

## 羽幌温泉

### 泉質
- ナトリウム塩化物強塩泉
  - 源泉温度33℃

## 休館日
- 年中無休

## アクセス
- 国道232号 - 登録路線
- 北海道道747号上羽幌羽幌停車場線

## 周辺
- 北海道海鳥センター
- 天売島
- 焼尻島